# Cociente de encefalización
El cociente de encefalización o EQ (del inglés Encephalization Quotient), también llamado índice de encefalización, es un índice que relaciona la masa del cerebro de diversas especies animales en función del masa total de su cuerpo, y se representa mediante una recta de regresión que señala la relación esperada según los valores medios registrados en distintas especies. Ha sido históricamente criticada, tanto por la manera de calcularla, como por su uso para justificar la violencia contra determinados grupos humanos.

## Descripción
| Nombre                  | Especie                     | Cociente de encefalización (EQ) |
| ----------------------- | --------------------------- | ------------------------------- |
| Humano                  | Homo sapiens                | 4,62 (7,4-7,8 !Kung)            |
| Delfín nariz de botella | Tursiops truncatus          | 5.26                            |
| Tonina overa            | Cephalorhynchus commersonii | 4.97                            |
| Orca                    | Orcinus orca                | 2.57-3.3                        |
| Mono capuchino          | Cebus capucinus             | 2.8-3.1                         |
| Babuino hamadryas       | Papio hamadryas             | 2.81                            |
| Chimpancé               | Pan troglodytes             | 2.2-2.5                         |
| Macaca mulatta          | M. mulatta                  | 2.1                             |
| Elefante                | Elephantidae                | 1.13-2.36                       |
| Coyote                  | Canis latrans               | 1.69                            |
| Perro                   | Canis lupis familiaris      | 1.2                             |
| Gato                    | Felis silvestris catus      | 1.00                            |
| Loro gris africano      | Psittacus erithacus         | 1.00                            |
| Caballo                 | Equus ferus caballus        | 0.9                             |
| Oveja                   | Ovis orientalis aries       | 0.8                             |
| León                    | Phantera leo                | 0.73                            |
| Tigre                   | Panthera tigris             | 0.68                            |
| Hipopótamo              | Hippopotamus amphibius      | 0.50                            |
| Ratón                   | Mus musculus                | 0.5                             |
| Conejo                  | Oryctolagus cuniculus       | 0.4                             |
| Ballena azul            | Balaenoptera musculus       | 0.38                            |

A menudo se ha utilizado como una estimación aproximada de la posible inteligencia de las especies animales en estudios comparativos. El EQ toma en cuenta los efectos alométricos de los tamaños de cuerpo divergentes. Para un organismo más grande, se necesita más capacidad cerebral para realizar tareas básicas de supervivencia, como la termorregulación, la respiración y las habilidades motoras. A medida que el cerebro se agranda en relación con el tamaño corporal, tendrá mayor capacidad disponible para realizar tareas cognitivas". Una medida de la relación cerebro/cuerpo más directa es la proporción cerebro-masa corporal, la cual solo considera el peso neto de los dos componentes sin ponderar el tamaño corporal.
Cuanto más tamaño tiene el cuerpo, menor es la masa cerebral esperada, en una relación alométrica. Entonces, el cociente de encefalización se obtiene dividiendo la masa real por la masa esperada.
La fórmula para el peso esperado del encéfalo varía, pero generalmente es {\displaystyle Ew(encefalo)=0.12w(cuerpo)^{2/3}}, aunque para algunas clases de animales, la potencia es 3/4 en lugar de 2/3. En términos generales, cuanto más grande es un organismo, mayor es el peso del encéfalo, lo cual resulta necesario para las tareas básicas de supervivencia, como la respiración, la termorregulación, los sentidos, las habilidades motoras, etc. El tamaño del encéfalo está en relación con el del cuerpo, un peso del encéfalo por encima del esperado podría indicar que esa masa extra está disponible para las tareas cognitivas más complejas. Este método, en comparación con el método de la simple medida de peso del encéfalo, pone al ser humano más cerca de la parte superior de la lista. Además, refleja la evolución de la corteza cerebral reciente, dado que diferentes animales tienen diferentes grados de plegamiento de la corteza cerebral, que aumentan la superficie de la corteza, lo que se correlaciona positivamente en los seres humanos con la inteligencia (Duncan y cols. 1995).

## Cálculo
Para calcular el EQ debe conocerse el factor de encefalización (C), calculado con la fórmula:
{\displaystyle C={\frac {E}{S^{r}}}}
donde E es el peso del cerebro, S es el peso del cuerpo y R es una constante que se determina empíricamente. Dos de los posibles valores de r para los mamíferos son 0,56 y 0,66.
Para encontrar el cociente de encefalización se debe dividir C por el valor de un mamífero promedio.

## Ejemplos
Los delfines tienen el mayor cociente de encefalización corporal de todos los cetáceos. Los tiburones tienen la más alta de los peces, y cualquiera de los pulpos o las arañas saltadoras tienen el más alto de un invertebrado. Los seres humanos tienen un cociente de encefalización superior a cualquiera de estos animales.
El cálculo del EQ es más riguroso si del peso de los animales queda excluido el peso de la grasa corporal. Dado que el cálculo del peso de la grasa es difícil en general se descuida esta variable. Esto da lugar a grandes diferencias en el resultado en el caso de animales muy grandes como los cetáceos de gran tamaño como el cachalote, el animal viviente con el cerebro más grande, pero con un EQ de solo 0.28.

## Críticas
El EQ ha sido criticado por numerosos autores, por varias razones. Una de ellas es que ha sido utilizada para justificar violencia y prejuicios sobre la inteligencia de los distintos géneros o grupos humanos.
En muchos estudios tradicionales se usan las medidas de la etnia !Kung como representativos de los humanos actuales, con el justificativo de que son cazadores-recolectores. Sin embargo, los !Kung son pigmeos, y tienen una talla y peso inusualmente bajas por factores que afectan a la hormona de crecimiento. Como la masa y volumen cerebral de los !Kung son similares a otros grupos humanos, utilizarlos como representativos de la especie humana aumenta artificialmente el EQ, a valores entre 7,4 y 7,8 mientras que el valor de otras poblaciones estaría entre 4 y 5.
Otra crítica es que los mamíferos, y particularmente los seres humanos, tienen una masa corporal muy variable en los adultos, mientras que la masa encefálica tiene una variación mucho menor. En muchos casos se utilizan además animales provenientes de zoológicos e instituciones, los cuales no tienen un peso representativo de la especie (en el caso de los primates, suelen tener problemas de obesidad en cautiverio, lo baja el valor del EQ). Se ha intentado superar este problema utilizando medidas con menor variabilidad. En un trabajo de 1981 se utilizó la masa corporal de los recién nacidos a término (peso neonatal) en vez de la de los adultos, ya que el peso neonatal es más estable y es similar en todos los grupos humanos. Esa investigación observó que la relación entre ambas variables sigue una tendencia lineal ascendente y concluyó que la dieta cumpliría un papel importante en el EQ (tomado de forma tradicional), ya que especies de primates que tienen un peso neonatal similar, difieren en el peso corporal adulto, siendo más livianas aquellas especies más carnívoras. En la relación peso neonatal y masa encefálica adulta, los humanos tienen un valor medio esperable para un primate (los seres humanos son actualmente el primate con mayor peso neonatal).